# Bocconia oblanceolata
Bocconia oblanceolata là một loài thực vật có hoa trong họ Anh túc. Loài này được Lundell mô tả khoa học đầu tiên năm 1940.